# ピンクパンダー
ピンクパンダー（Pinkpander）は日本のロックバンド。佐久間正英プロデュースによる "dogood" アーティストである。2001年にソニー・ミュージックレコーズよりメジャー・デビュー。1997年に結成され、2004年に解散した。

## 概要・来歴
メンバーはハツエ、テッペイ、エツコの3人。また、脱退したメンバーにタカトシがいる。
1997年に結成。2001年1月にメジャー・デビューするも、翌年にベースのタカトシが脱退。以降ベースはハツエがボーカルと兼任して担当。2004年3月26日、解散。

## メンバー
ハツエ（12月23日 - ）
ボーカル、ベース担当。大阪府出身。
解散後はhachiとして活動中。
テッペイ（12月1日 - ）
ギター担当。京都府出身。
エツコ（7月11日 - ）
ドラムス担当。奈良県出身。
解散後は少年ナイフのメンバーとして活動。

### 旧メンバー
タカトシ（5月19日 - ）
ベース担当。鳥取県出身。

## 作品

### シングル
- STEP （2001年1月24日、SRCL-5054）
  1. STEP
  2. サヨナラモンスター
  3. STEP（オリジナル・カラオケ）
- 太陽 （2001年6月6日、SRCL-5054）
  1. 太陽
  2. 永遠に
  3. 太陽（オリジナル・カラオケ）
- 地平線 （2001年9月19日、SRCL-5138）
  1. 地平線
  2. トレモロ
  3. 地平線（オリジナル・カラオケ）

### インディーズ
- Sugar Pepper （2004年2月29日、VCD-002）
  1. Sugar
  2. ブラックのジェリー
  3. バタフライ
  4. 心極
  5. 来来
  6. LOW-Hi

## タイアップ一覧
| 使用年 | 曲名 | タイアップ                                      |
| ------ | ---- | ----------------------------------------------- |
| 2001年 | STEP | テレビ朝日系『目撃!ドキュン』エンディングテーマ |
| 2001年 | 太陽 | TBS系『ランク王国』4・5月度オープニングテーマ   |

## メディア出演

### ラジオ
- MBSラジオ『AM808。マジっすよ!』（2001年4月 - 2002年3月）